# Надеждовка (Курская область)
Надеждовка — деревня в Льговском районе Курской области России, входит в состав Густомойского сельсовета.

## Географическое положение
Деревня находится в бассейне Сейма, в 38 км от российско-украинской границы, в 81 км к юго-западу от Курска, в 17 км к юго-западу от районного центра — города Льгов, в 6,5 км от центра сельсовета — села Густомой.
В 7 км расположены санаторий Марьино (усадьба Барятинских), на территории которого сохранился памятник дворцово-парковой архитектуры начала XIX века, а также село Ивановское, в котором в начале XVIII века располагалась резиденция гетмана Мазепы.
Климат
Надеждовка, как и весь район, расположена в поясе умеренно континентального климата с тёплым летом и относительно тёплой зимой (Dfb в классификации Кёппена).
| Показатель                                                                      | Янв. | Фев. | Март | Апр. | Май  | Июнь | Июль | Авг. | Сен. | Окт. | Нояб. | Дек. | Год  |
| ------------------------------------------------------------------------------- | ---- | ---- | ---- | ---- | ---- | ---- | ---- | ---- | ---- | ---- | ----- | ---- | ---- |
| Средний суточный максимум, °C                                                   | −3,6 | −2,6 | 3,4  | 13,4 | 19,6 | 22,9 | 25,3 | 24,6 | 18,4 | 10,8 | 3,7   | −0,8 | 11,3 |
| Средняя температура, °C                                                         | −5,7 | −5,2 | −0,3 | 8,5  | 14,9 | 18,5 | 21   | 20   | 14,2 | 7,5  | 1,5   | −2,8 | 7,7  |
| Средний суточный минимум, °C                                                    | −8,2 | −8,3 | −4,4 | 3    | 9,2  | 13,1 | 15,9 | 14,9 | 9,9  | 4,1  | −0,8  | −5   | 3,6  |
| Норма осадков, мм                                                               | 50   | 44   | 48   | 50   | 63   | 70   | 79   | 52   | 57   | 56   | 47    | 48   | 664  |
| Источник: Погода по месяцам c ru.climate-data.org(дата обращения: Октябрь 2021) |      |      |      |      |      |      |      |      |      |      |       |      |      |

Часовой пояс
Деревня Надеждовка, как и вся Курская область, находится в часовой зоне МСК (московское время). Смещение применяемого времени относительно UTC составляет +3:00.

## Население
| 2002 | 2010 |
| ---- | ---- |
| 134  | ↘68  |

## Транспортная доступность
Надеждовка находится в 5 км от автодороги регионального значения 38К-017 (Курск — Льгов — Рыльск — граница с Украиной) как часть европейского маршрута E38, в 1 км от автодороги межмуниципального значения 38Н-112 (Ивановское — Колонтаевка), на автодороге 38Н-113 (38Н-112 — Надеждовка), в 6 км от ближайшего ж/д остановочного пункта Колонтаевка (линия 322 км — Льгов I).
В 148 км от аэропорта имени В. Г. Шухова (недалеко от Белгорода).
Автобус
Из г. Льгова автобус больше не ходит. С городской автостанции города Льгова ходит автобус до села Износково, откуда можно добрать до Надеждовки (понедельник, среда и пятница, время отправления 06:05, 14:00)
Железная дорога
Со станции «Льгов-Киевский» («Льгов-1») ежедневно в 09-32 отправляется электричка до ближайшей к д. Надеждовке станции «Колонтаевка». Время в пути около 20 минут. Из Москвы до деревни Надеждовка можно добраться на автомобиле (примерно 600 км) или ж/д транспортом (пассажирский поезд Москва — Льгов-Киевский).

## Объекты социальной сферы
Медпункт, почта, продуктовый магазин (закрыты).
Ранее в деревне располагались клуб и школа, в настоящее время от них остались только фундаменты.

## Сельское хозяйство
Тип почвы в д. Надеждовка — чернозём. Выращиваются пшеница, сахарная свёкла, кукуруза, овёс, ячмень и другие сельскохозяйственные культуры. В деревне 59 домов.

## Достопримечательности
На территории деревни расположены общественные «Колхозный» и «Школьный» яблоневые сады. Помимо яблонь в этих садах растут вишни, черешни и груши.
В центре Надеждовки расположены пруды, одна из фотографий которого размещена на странице. В прудах водятся карп, карась, линь, окунь и другие рыбы.

## Галерея

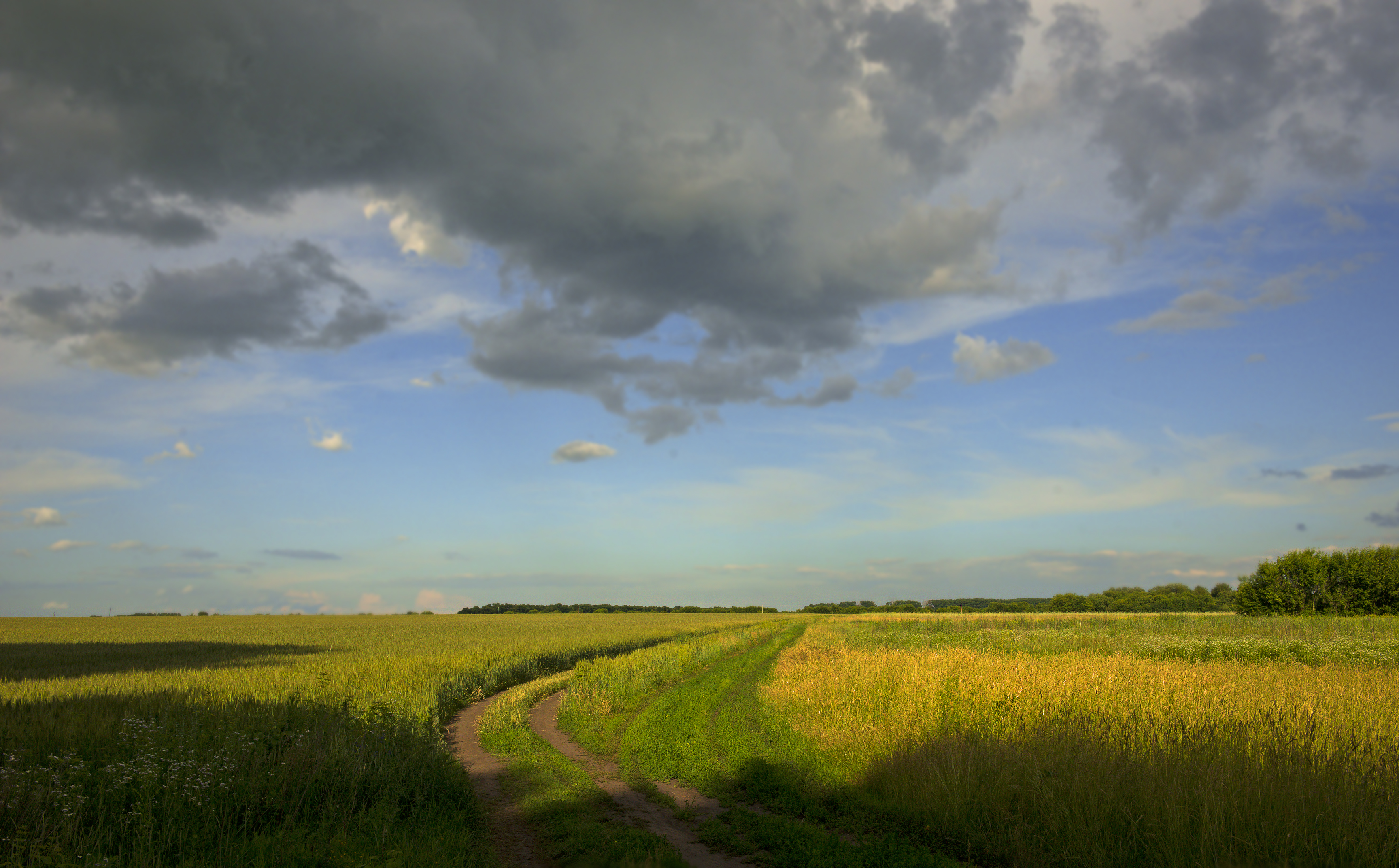
Надеждовка
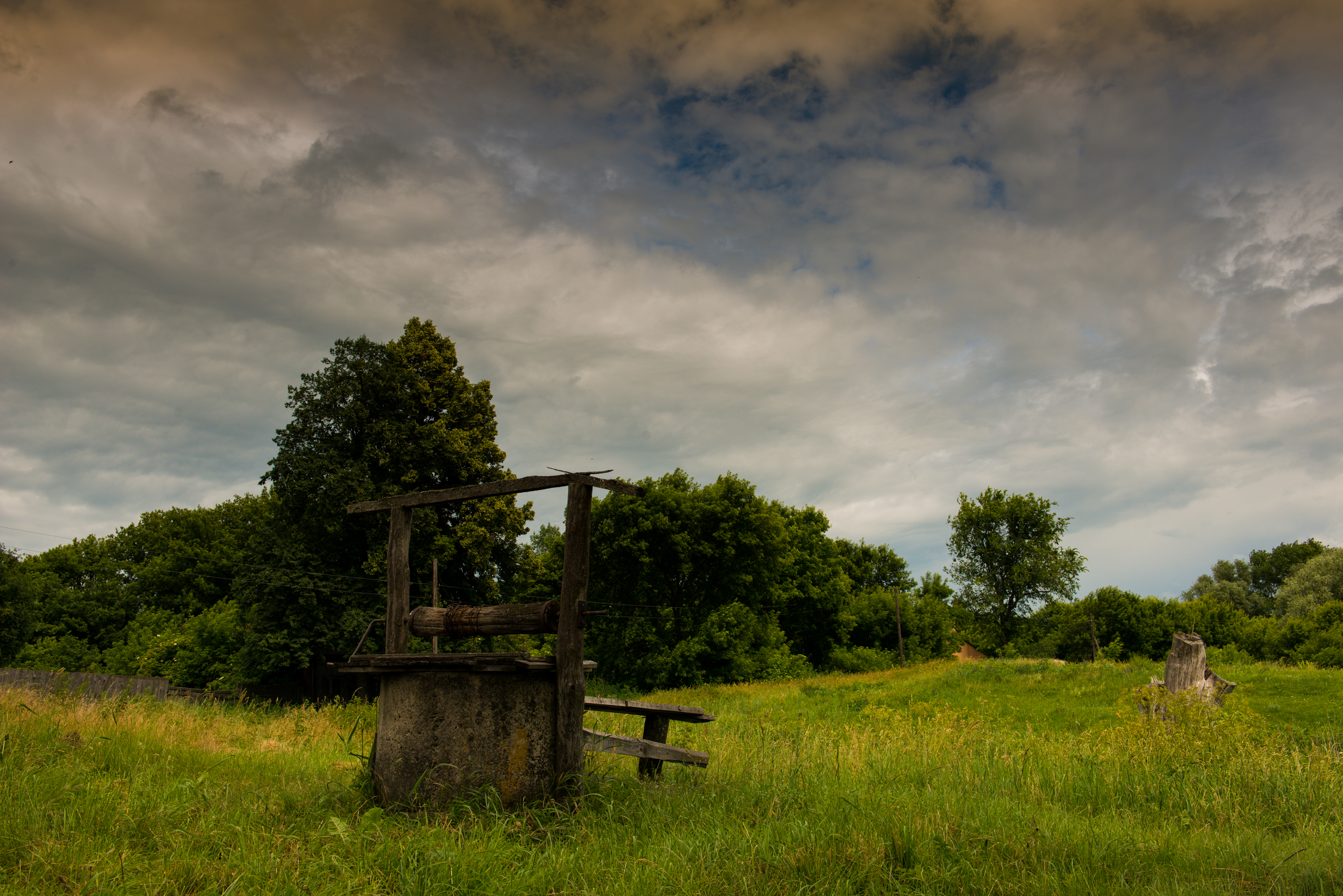
д. Надеждовка колодец
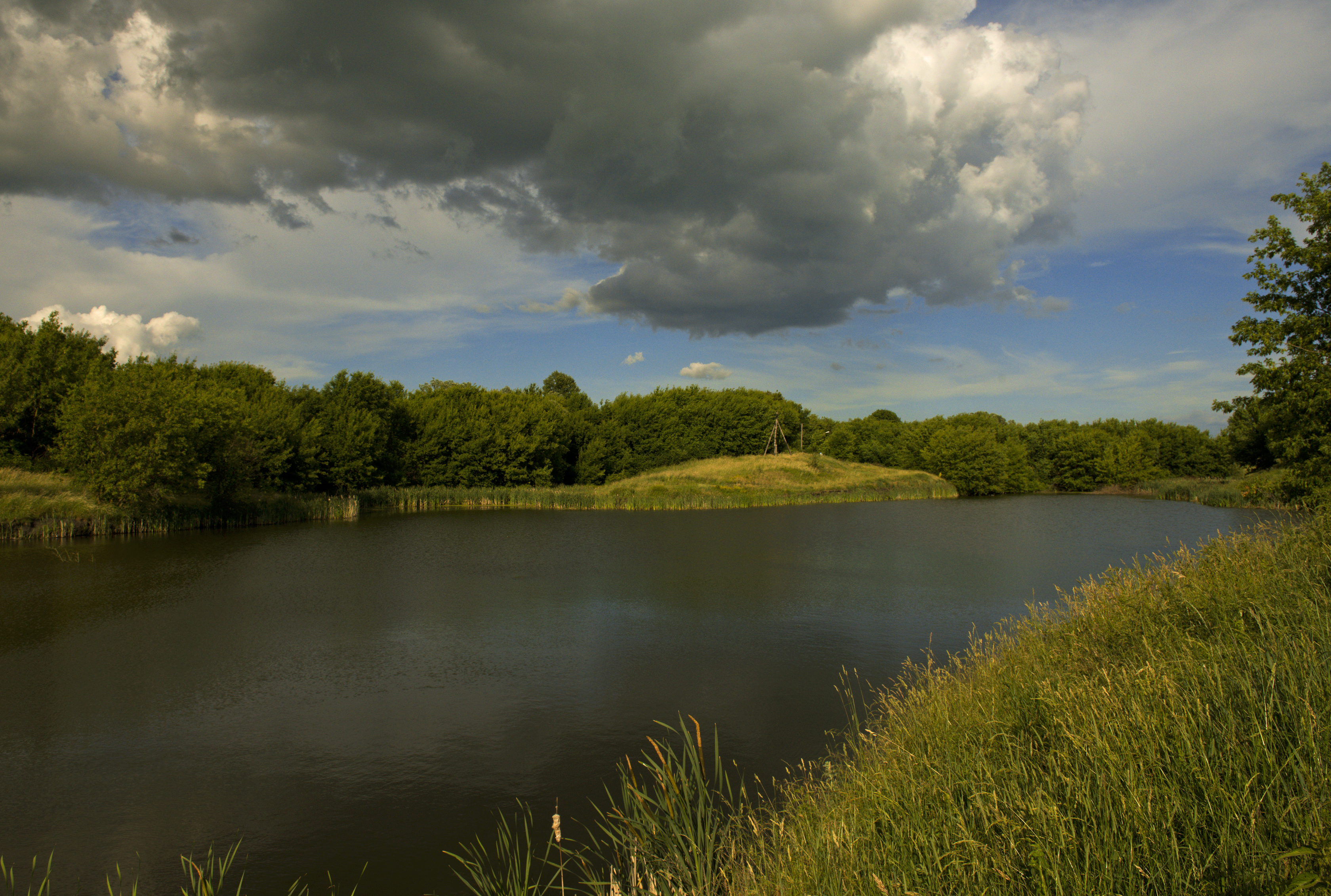
Надеждовка
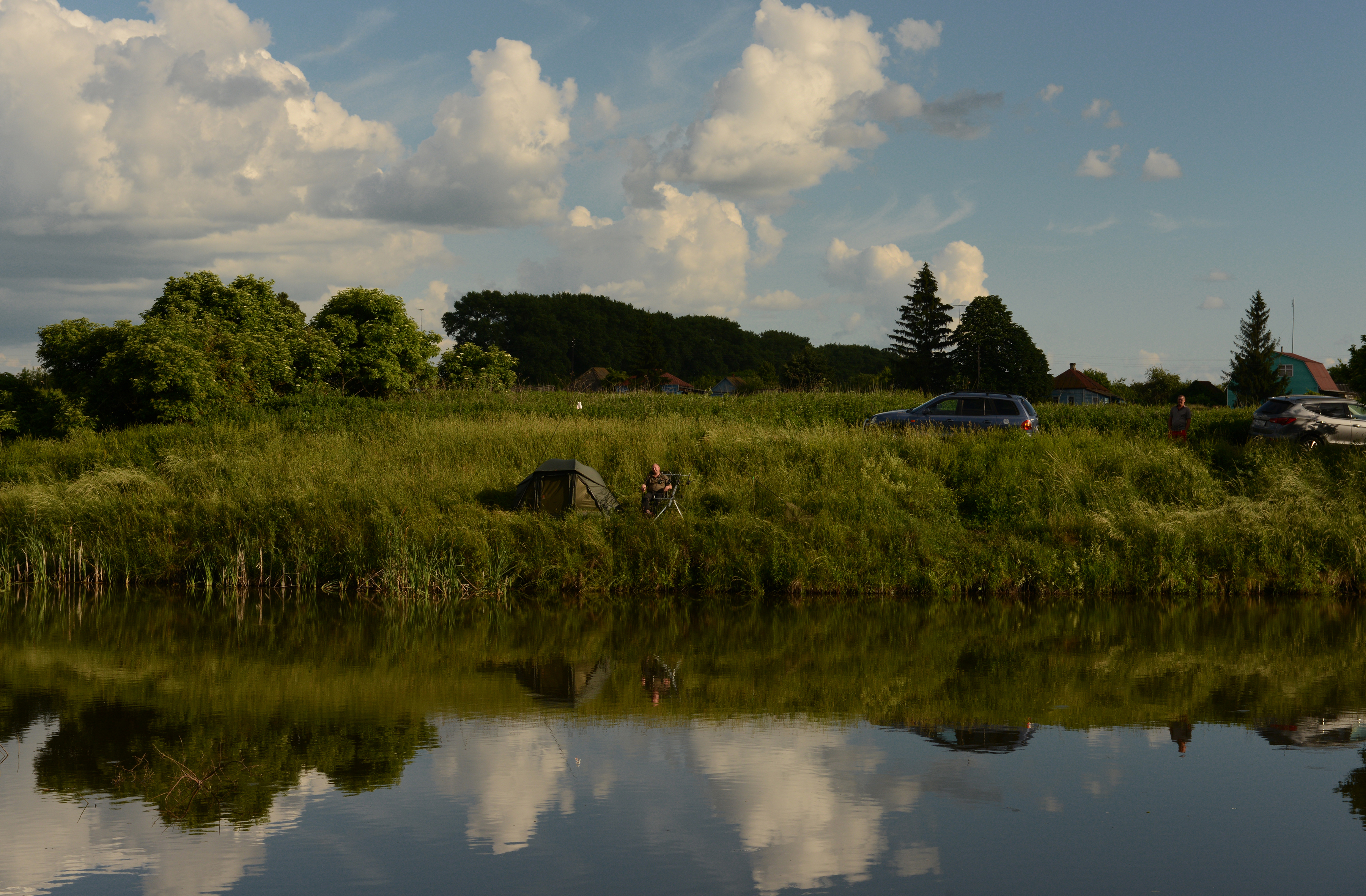
Надеждовка
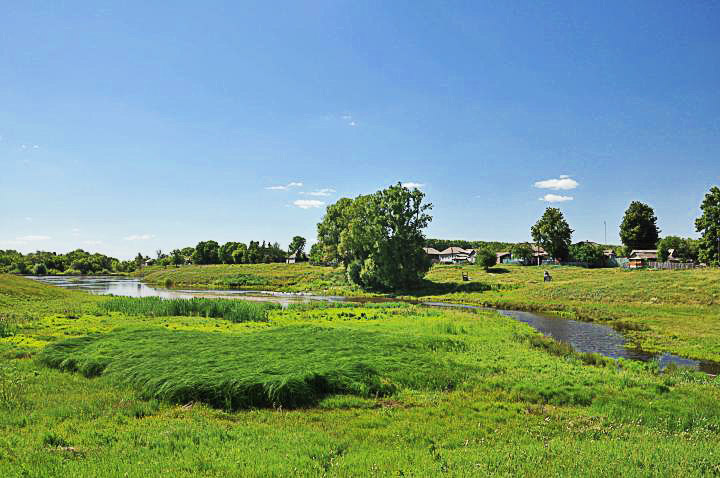
Вид на деревенские дома
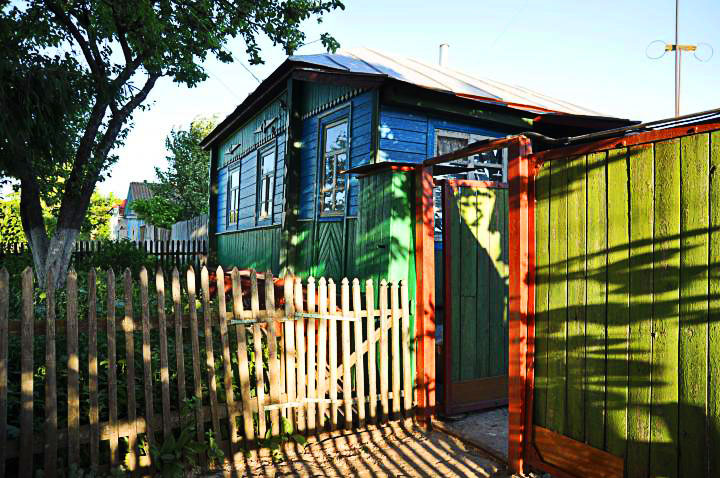
Домик
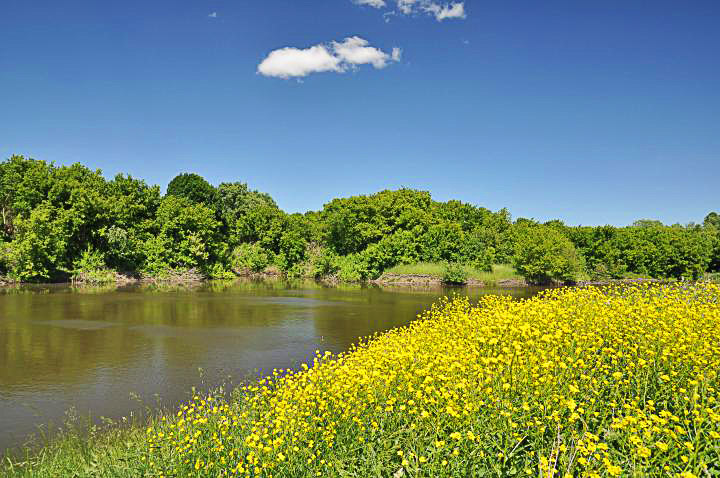
Пруд
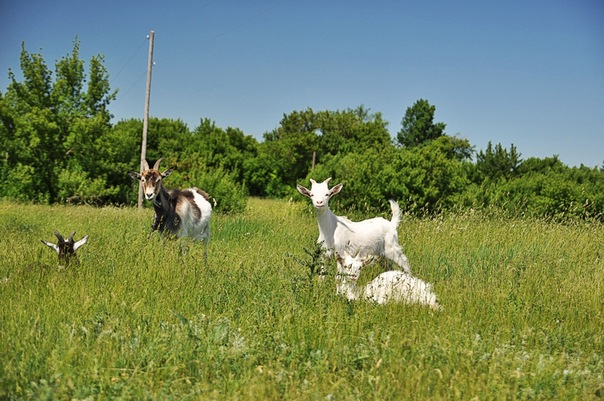
Козы на выпасе